# ФК Десна Чернигов
{{Фудбалски клуб 
|  име = ФК Десна 
|  слика    =  
|  пуно име = -{ТОВ «Спортивно-футбольний
клуб «Десна» м. Чернігів}- 
|  надимак = Северјани
|  основан  = 1960. 
|  стадион   = Стадион Јуриј Гагарин, Чернигов 
|  капацитет = 12.060 
|  директор =  Владимир Левин
|  менаџер  =  Александар Рјабокоњ 
|  лига   = Премијер лига Украјине
|  сезона = 2021/22. 
|  позиција = 7. 
| pattern_b1=_genk1617a
|pattern_sh1=
|pattern_so1=
|leftarm1=
|body1=
|rightarm1=
|shorts1=
|socks1=
| pattern_la2 = 
| pattern_b2  = _preston1617a
| pattern_ra2 = 
| leftarm2    = 000040
| body2       = 000040
| rightarm2   = 000040
| shorts2     = 000040
| socks2      = 000040
}}
ФК Десна Чернигов укр. ФК «Десна» Чернігов) је украјински професионални фудбалски клуб из Чернигова, који се такмичи у Премијер лиги Украјине.

## Успеси
- Друга Украјинска фудбалска лига (3):
  - 1996/97 (група «А»), 2005/06 (група «А»), 2012/13

## Утицајруско-украјинског рата на клуб
Дана 11. марта 2022. године руска авијација бомбардовала је домаћу арену клуба - стадион Гагарин. Десна због уништења инфраструктуре неће учествовати у сезони 2022/23, али ће задржати место у украјинској Премијер лиги. 
11. јуна 2022. године „Десна“ одржала своју прву фудбалску утакмицу од почетка руске инвазије у пуном обиму. На стадиону Гагарин одржан је хуманитарни турнир посвећен бившем играчу клуба Владимиру Мацути, који је због бомбардовања руске летелице остао без крова над главом. Тим је освојио "бронзу": у мечу за треће место, победивши черњиговски "Албион" резултатом 7-4. 